# Das ist nichts für kleine Mädchen
Das ist nichts für kleine Mädchen (Originaltitel: Lemmy pour les dames) ist ein französisch-italienischer Kriminalfilm aus dem Jahr 1962 nach einem unveröffentlichten Roman von Peter Cheyney. Der Film ist der sechste Auftritt Eddie Constantines als Lemmy Caution. Der französische Kinostart war am 21. März 1962, in die westdeutschen Kinos kam der Film am 4. Mai 1962.

## Handlung
Lemmy Caution, Spezialagent des FBI wird während seines Urlaubs an der Côte d’Azur von der Italienerin Claudia Ferguson kontaktiert. Sie bittet ihn zu einem Treffen um Mitternacht unter vier Augen in der Fischerbucht, da sie sich selber als Verbrecherin betitelt. Als ihre Freunde auftauchen unterbricht Claudia das Gespräch mit dem Agenten abrupt. Von seinem alten Freund Dombie, der am Ort eine Weinstube unterhält, erfährt Lemmy, dass die Clique um Claudia regelmäßig in einer Villa ihren Urlaub verbringt. Am vereinbarten Treffpunkt findet Lemmy das Mädchen sterbend am Fuße eines Abhangs neben einem Tonband mit geflüsterter Selbstmordankündigung vor. Er bringt die Leiche in die Villa zu ihren Freunden.
Bei der Befragung der anwesenden Damen Françoise, Sophie und Marie-Christine fällt dem Agenten auf, dass deren Ehemänner alle in militärischen oder diplomatischen Positionen arbeiten. Die Damen treffen sich regelmäßig hier, zudem gab es bis zu ihrem Tode vor sechs Jahren eine weitere Dame in dem Freundeskreis. Die beiden anwesenden Männer, der Besitzer der hiesigen Werft, Mirko und der Arzt Dr. Nollet versuchen Lemmy in Claudias Todesfall, auch aufgrund des gefundenen Tonbands, von einem Unfall zu überzeugen. Lemmy bezweifelt dies allerdings. Als Grund gibt er die flüsternde Stimme auf dem Tonband an, welche eine Identifizierung unmöglich macht, sowie die totale Unversehrtheit der Tonbandhülle nach dem Sturz aus 20 Metern Höhe.
Bei der Observierung der Villa am nächsten Tag wird von einem Boot aus auf Lemmy und Dombie geschossen. Lemmy bittet die drei Frauen, ihm bis Morgen alles über Claudias Geschichte zu erzählen, anschließend fährt er zu Mickeys Werft und unterstellt ihm, der Schütze zu sein. Bei Lemmys Rückkehr in die Weinstube findet er Françoise vor, diese berichtet von einem früheren Verhältnis Claudias mit dem Golflehrer Hugo. Dieser habe Claudia mit alten Liebesbriefen zu erpressen versucht. Hugo wird von Dombie ebenfalls als Besitzer des Bootes, von dem aus geschossen wurde ausgemacht. Im Golfclub kommt es zur Konfrontation und Prügelei zwischen den Männern, Hugo bestreitet die Erpressung, gibt allerdings die Schüsse auf Lemmy und Dombie zu. Er beteuert, den Männern nur Angst einflössen zu wollen. Lemmy nimmt die Briefe an sich und übergibt sie den Frauen. Aufgrund des Gespräches mit Hugo hat Lemmy herausgefunden, dass es keine Affäre gab – damit konfrontiert, schweigen die Frauen weiterhin. Erst als Lemmy auf dem Rückweg einem erneuten Mordanschlag durch eine Bombe entgeht, fangen die Frauen an, die Geschichte zu erzählen.
Vor sechs Jahren wurden die Frauen, damals noch um Irene ergänzt, zu einer privaten Party eingeladen. Während der Party wurden Drogen geraucht. Als Irene einen Kollaps bekam, hielten die Freundinnen das Mädchen für tot und entsorgten ihren Leichnam im Meer. Als die Polizei die Leiche später fand, wurde bei der Obduktion Wasser in der Lunge festgestellt und damit der Tod durch Ertrinken bescheinigt. Die Damen, denen bewusst wurde ihre Freundin getötet zu haben, wurden anschließend von einem Erpresser genötigt, Geheimnisse ihrer Ehemänner mitzuteilen.
Nachdem Mirko, von einer Harpune durchbohrt aus dem Meer gefischt wurde, erfährt Lemmy zufällig, dass Dr. Nollet als ehemaliger Gerichtsmediziner den Tode Irenes festgestellt hat. Bei der Durchsuchung von Nollets Wohnung finden Dombie und Lemmy einen geheimen Raum mit den Notizen von Marie-Christine, Sophie und Claudia sowie eine Bombe. Der Versuch des Arztes, die beiden in dem Raum einzusperren misslingt, Lemmy kann Nollet mit Hugo und einem weiteren Handlanger im Bootshaus stellen. Françoise, die sich als Komplizin herausgestellt hat, gelingt mit Nollet die Flucht mit dem Boot. Aufgrund der von Lemmy dort versteckten Bombe sterben die beiden bei der Explosion.

## Rezeption
Cinema bewertete den Film als „Derb-rüde[n] Spaß“ und schrieb: „Die unspannende Handlung dient nur als Vehikel, um Schwerenöter Eddie Constantine in bester Macho-Manier vorzuführen.“.

## Synchronisation
| Darsteller        | Synchronsprecher    | Rolle              |
| ----------------- | ------------------- | ------------------ |
| Robert Berri      | Ulrich Beiger       | Dombie             |
| Jacques Bertier   | John Pauls-Hardling | Dr. Nollet         |
| Eddie Constantine | Arno Assmann        | Lemmy Caution      |
| Guy Delorme       | Christian Marschall | Mirko              |
| Jacques Hilling   | Paul Bürks          | Hoteldirektor      |
| Yvonne Monlaur    | Eleonore Noelle     | Claudia Ferguson   |
| Paul Mercey       | Hans Dieter Zeidler | Kommissar Boumeque |